# بخش بیهو

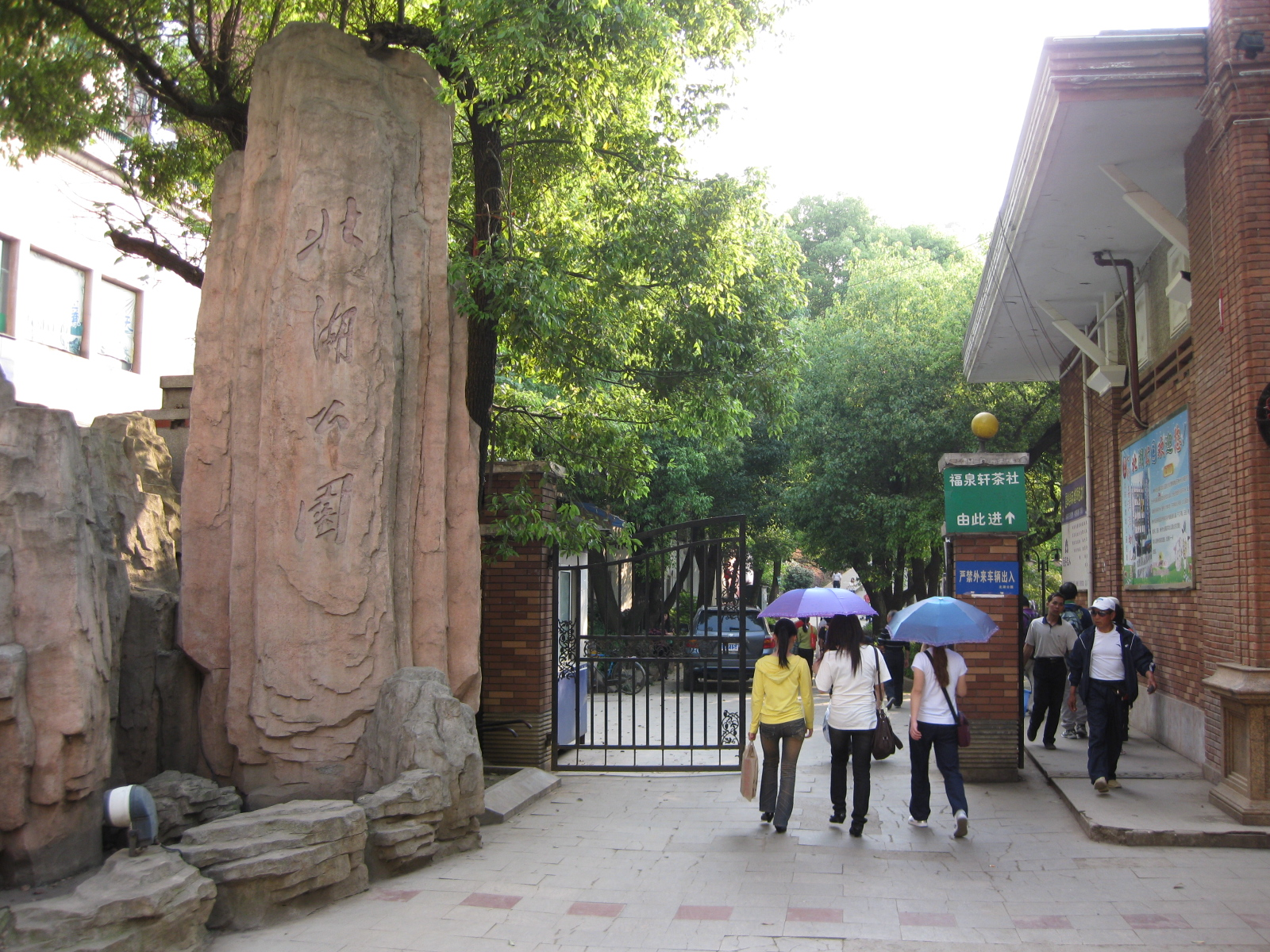
نمایی از دروازه شمالی پارک بیهو

بخش بیهو (به لاتین: Beihu District) یک منطقهٔ مسکونی در چین است که در چنژو واقع شده‌است.